# Хейне, Пол
Пол Хейне (англ. Paul Theodore Heyne; 2 ноября 1931, Сент-Луис, Миссури — 9 апреля 2000) — американский экономист. 
Магистерскую степень получил в университете Вашингтона (Сиэтл); доктор философии Чикагского университета. Преподавал в университетах Вальпараисо (1957-1966), Южном методистском (1966-1976) и (с 1976 года) Вашингтона.
Огромную популярность в России (было продано более 200 тыс. экз.) получила изданная в 1991 г. издательством «Новости» книга Хейне «Экономический образ мышления» (англ. The Economic Way of Thinking). Фактически, это был первый переведённый на русский язык учебник по современной экономической теории. Книга 9 раз переиздавалась на английском языке при жизни Хейне. Десятое издание вышло уже после смерти учёного в переработке Питера Бёттке и Дэвида Причитко.

### Издания на русском языке
- Хейне П. Экономический образ мышления: пер. с англ. 5-го изд. — М.: Новости, 1991. — 704 с. — ISBN 5-7020-0470-1. (50000 экз.);

переизд.: М.: Дело, 1992; М.: Дело, Catallaxy, 1993 (ISBN 5-85900-045-6, 30000 экз.); М.: Каталаксия, 1997 (ISBN 5-86366-015-5, 10000 экз.).
- Хейне П., Боуттке П. Дж., Причитко Д. Л. Экономический образ мышления: пер. с англ. 10-го изд. — М.: Вильямс, 2007. — 544 с. — ISBN 5-8459-0777-6, ISBN 0-13-060810-6. (3000 экз.).